# Hubert Robert
Hubert Robert (París, 22 de mayo de 1733-15 de abril de 1808), fue un pintor y grabador francés especializado en cuadros de paisaje y de ruinas clásicas. Nacido en la época rococó, conoció el apogeo del reinado de Luis XVI, a quien sirvió en diversos cargos, incluyendo el diseño de jardines. Sobrevivió milagrosamente a ser ejecutado durante la Revolución francesa y fue uno de los asesores del recién fundado Museo del Louvre.

## Biografía
Su padre, Nicolas Robert, estuvo al servicio de François-Joseph de Choiseul, marqués de Stainville. El joven Hubert acabó sus estudios con los jesuitas en el parisino Colegio de Navarra en 1751 y entró en el taller del escultor Michel-Ange Slodtz, quien le enseñó dibujo y perspectiva pero le animó a dedicarse a la pintura. En 1754 marchó a Roma en la comitiva de Étienne-François de Choiseul, hijo del empleador de su padre, quien había sido nombrado embajador francés y se convertiría en Secretario de Estado para Asuntos Exteriores de Luis XV en 1758. Entonces conoció a Giovanni Paolo Pannini (1691-1764), pintor, arquitecto y paisajista de la Escuela Romana y Giovanni Battista Piranesi (1720-1778), arqueólogo, investigador y grabador que se destacó por sus construcciones realistas e imaginarias.

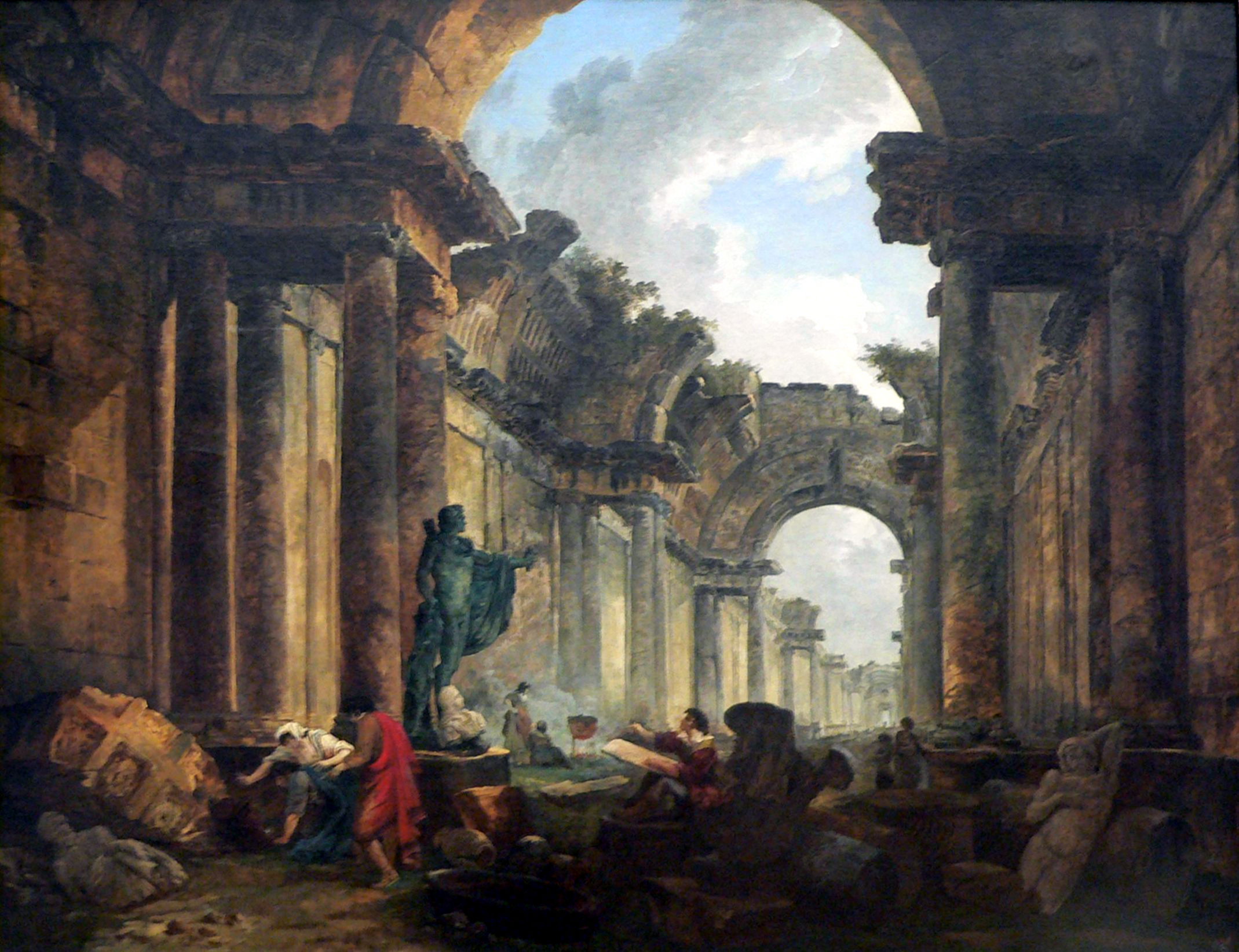
Vista imaginaria de la galería del Louvre como una ruina, cuadro presentado en el Salón de 1796 (Louvre).

### Años en Roma
Hubert Robert vivió en Roma durante once años, un tiempo considerable; después de agotar su residencia oficial como joven artista en la Academia Francesa en Roma, se mantuvo a sí mismo gracias a las obras que creó para aficionados que estaban de visita en la urbe. Uno de ellos fue Jean-Claude Richard, abad de Saint-Non, grabador y aficionado al arte, quien llevó a Robert a Nápoles en abril de 1760 para visitar las ruinas de Pompeya. Se hicieron amigos, y Saint-Non grabaría bocetos de Robert a lo largo de varios años.
El marqués de Marigny, director de los Bâtiments du Roi se mantuvo al tanto de la evolución de Hubert Robert gracias a la correspondencia con Charles-Joseph Natoire, director de la Academia Francesa. Natoire instaba a los pensionnaires a que realizaran esbozos en el exterior, de la naturaleza; Robert no necesitaba que se lo pidiesen. Dibujos de sus libros de esbozos (y pinturas posteriores) acreditan sus viajes a los palacios históricos de Villa d'Este en Tívoli y Villa Farnese en Caprarola. Robert pasó esta época en compañía de jóvenes artistas del círculo de Piranesi, cuyos capricci de ruinas románticamente invadidas por la vegetación le influyeron tan grandemente que se ganó el mote de Robert des ruines. Hubert cautivado por las ruinas de la Ciudad Eterna, estudió a fondo los principios de la Antigüedad ya que evocaban un tiempo desaparecido. Incluso grabó una serie de pequeñas vistas romanas (Les soirées de Rome, 1763-64) con las que en cierta manera emulaba a Piranesi. 
Los álbumes de esbozos y dibujos que reunió en Roma le proporcionaron motivos en los que trabajó en las pinturas del resto de su carrera.
En Roma, sus compañeros fueron Jean-Honoré Fragonard (1732-1806) y Jean-Claude Richard (1727-1791). Con ellos viajó a Nápoles, Sorrento y Capri, visitaron el Vesubio y las ruinas de Herculano y Pompeya, sitios que en ese momento habían sido redescubiertos. 

### En París
Su éxito a su regreso a París en 1765 fue rápido: al año siguiente, fue recibido en la Real academia de pintura y escultura, con un capriccio romano, El puerto de Roma, ornamentado con diferentes Monumentos de Arquitectura, Antigua y Moderna. La primera exposición de Robert en el Salón de 1767 fue bien recibida en prensa por Denis Diderot: «Las ideas que las ruinas despiertan en mí son grandes». Fue nombrado sucesivamente "Dibujante de los Jardines del Rey", "Conservador de los Cuadros del Rey" y "Conservador del Museo y Consejero de la Academia".

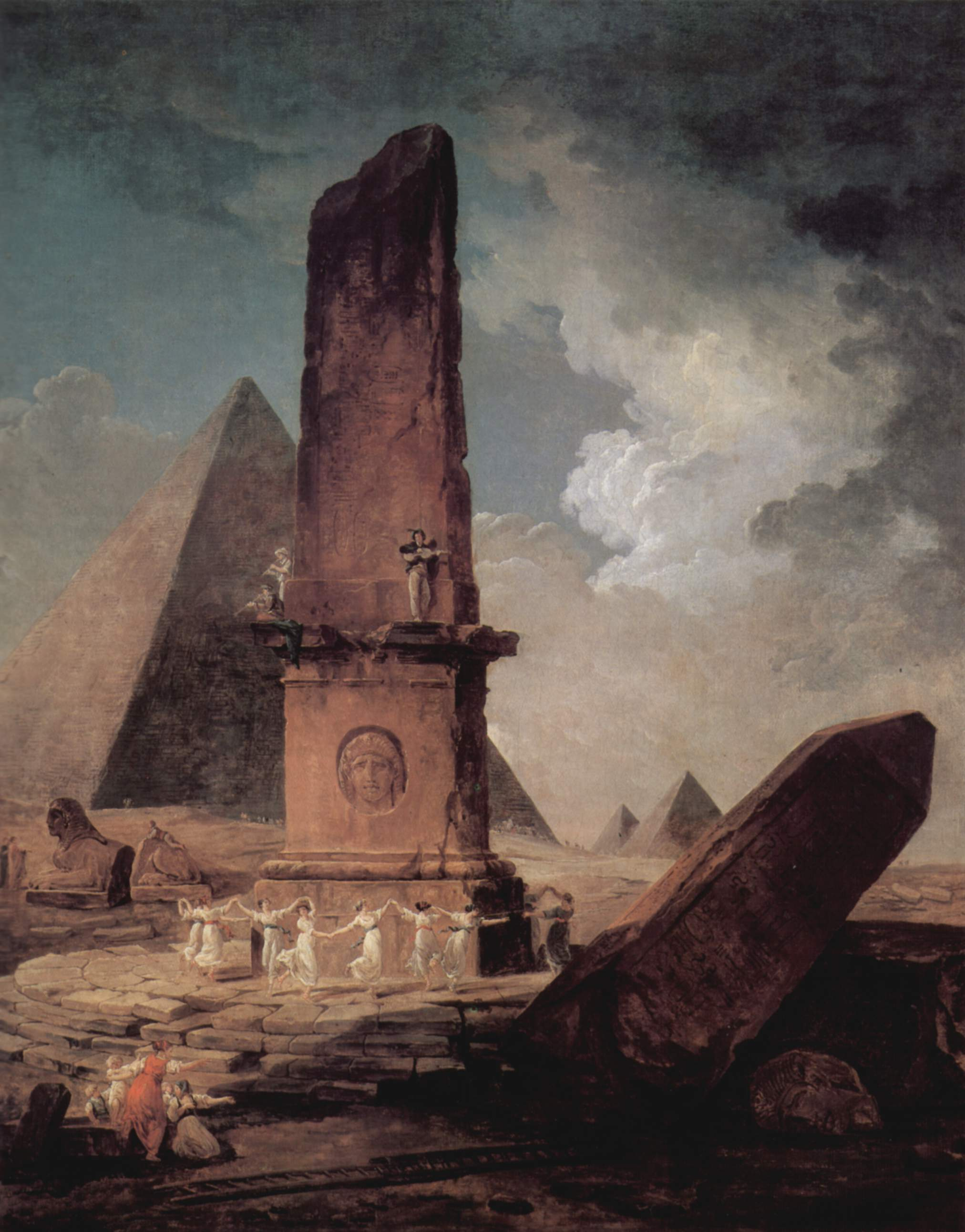
Ruinas clásicas.

### Robert y los jardines pintorescos

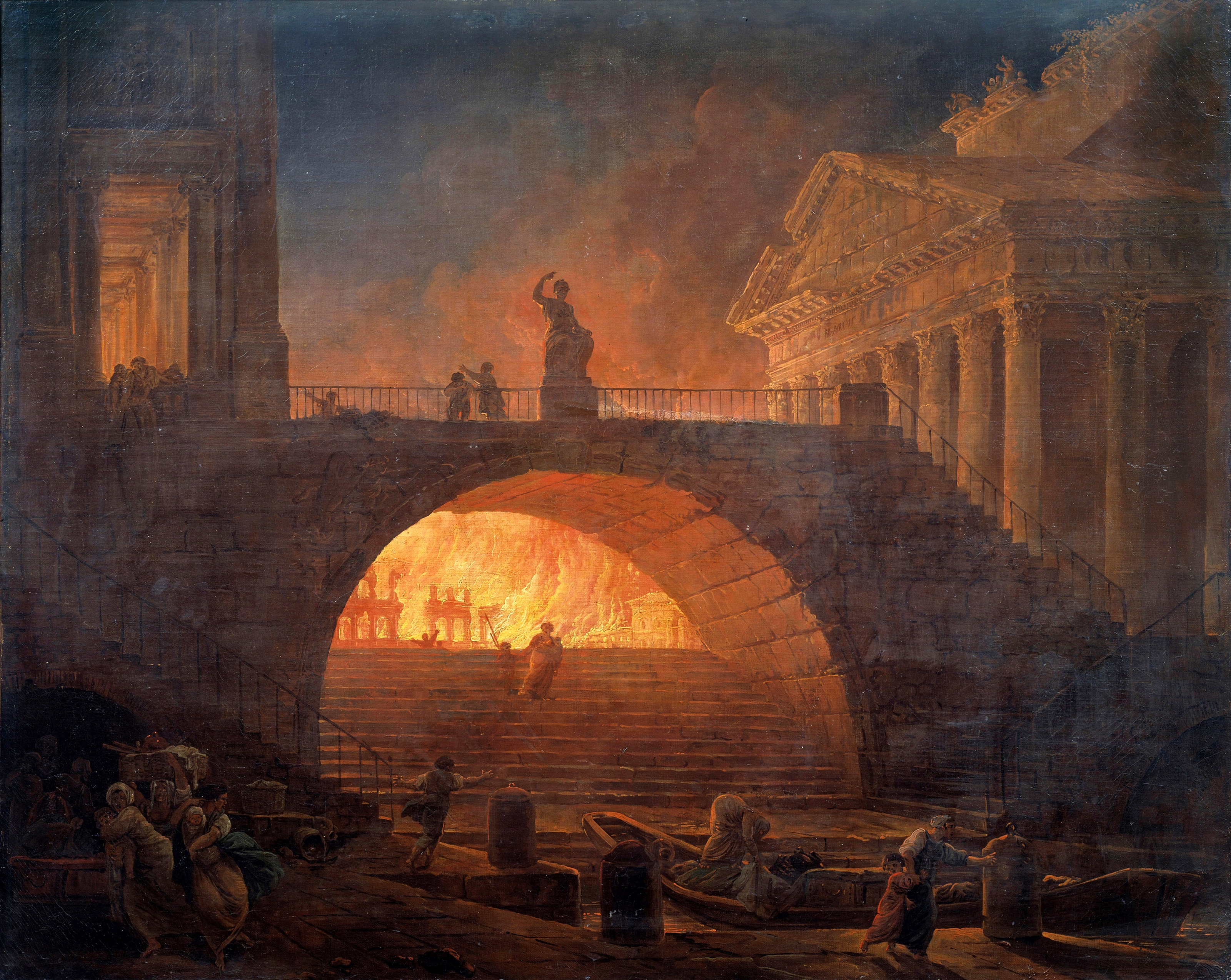
Hubert Robert, Incendio de Roma

Emprendedor y prolífico, Robert también actuó en un papel similar a lo que hoy es un director artístico, creando el concepto de jardines arruinados a la moda para varios clientes aristocráticos, resumido por su posible intervención en Ermenonville; allí habría trabajado con el arquitecto Morel para el marqués de Girardin, quien era el autor de Compositions des paysages (1777) y tenía sus propios puntos de vista. En 1786 comenzó su obra, mejor documentada colaboración en Méréville, con su más significativo patrón, el financiero Jean-Joseph de Laborde, quien encontró los planes de François-Joseph Bélanger demasiado caros y quizás demasiado formales. Aunque faltan de nuevo documentos, el nombre de Hubert Robert se invoca invariablemente en relación con el premier architecte de María Antonieta, Richard Mique a través de varias fases de la creación de un jardín con paisaje informal en el Petit Trianon, y el arreglo de la Aldea de la Reina. Robert contribuyó al diseño del jardín no tanto con planes prácticos sobre el terreno para mejorarlo sino al proporcionar una inspiración atmosférica para el efecto propuesto. En Ermenonville y en Méréville "Las pinturas de Hubert Robert tanto se constataron como inspiraron", según W.H. Adams: Cuatro grandes fantasías sobre ruinas, pintadas en 1787 para Méréville pueden investigarse en vano en busca de conexiones directas con el jardín. Las pinturas de Hubert del Moulin Joly de su amigo Claude-Henri Watelet presenta toda la atmósfera de un jardín que había estado creándose desde 1754. Su colocación de seis paneles de paisajes italianesco pintados para Bagatelle no fueron la insparación para el paterre de césped formal colocado en las tierras boscosas raleadas, diseñadas por Bélanger; las extensiones pintorescas de Bagatelle fueron más tarde ejecutadas por su jardinero escocés, William Blaikie. La pintura que le encargaron a Robert de un rejuvenecimiento, largamente dilatado, del parque en Versalles, comenzó en 1774 con el corte de árboles para vender como leña, es un documento del acontecimiento, que resuena con significados alegóricos. Es más seguro que Robert fuera el responsable de la concepción de la gruta y las cascadas de los Baños de Apolo, en una caverna del parque del palacio y construido para albergar el celebrado grupo escultórico de François Girardon titulado Apolo cuidado por las ninfas.

### La Revolución

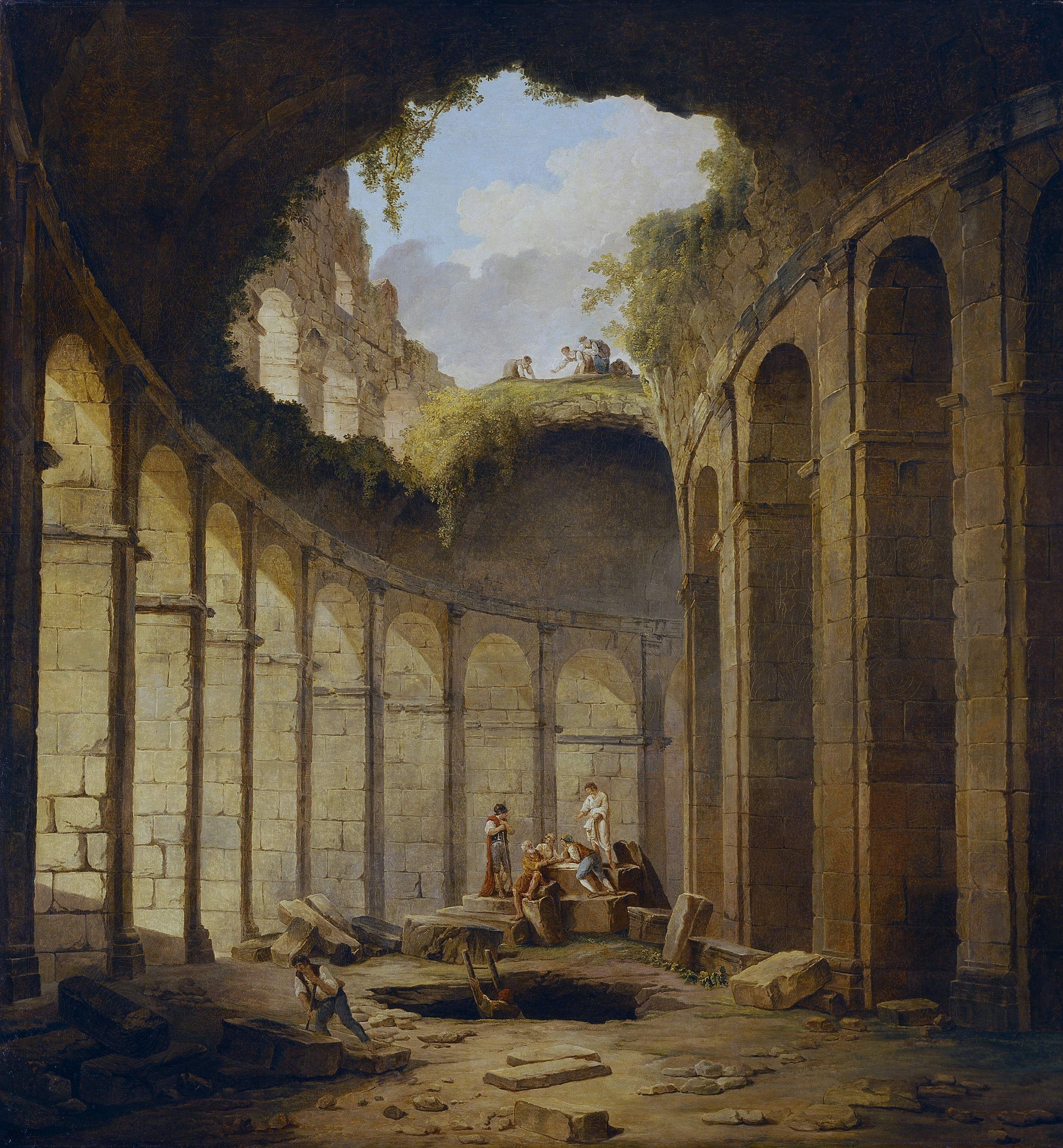
El Coliseo de Roma, 1780-1790, Museo del Prado.

Durante la Revolución, fue arrestado en octubre de 1793. Sobrevivió a sus detenciones en Sainte-Pélagie y Saint-Lazare, pintando viñetas de la vida en prisión sobre láminas, antes de ser liberado a la caída de Robespierre. Robert escapó por muy poco a la guillotina cuando, por error, otro prisionero murió en su lugar.
En un giro de la fortuna, Robert fue elegido para el comité de los cinco encargados del nuevo museo nacional en el Palacio del Louvre.
Robert murió de una apoplejía en 15 de abril de 1808.
Su obra fue objeto de muchos grabados del abad de Saint-Non, con quien había visitado Nápoles en la compañía de Fragonard en sus primeros años; en Italia su obra ha sido también frecuentemente reproducida por Chatelain, Linard, Le Veau, y otros.

## Su obra

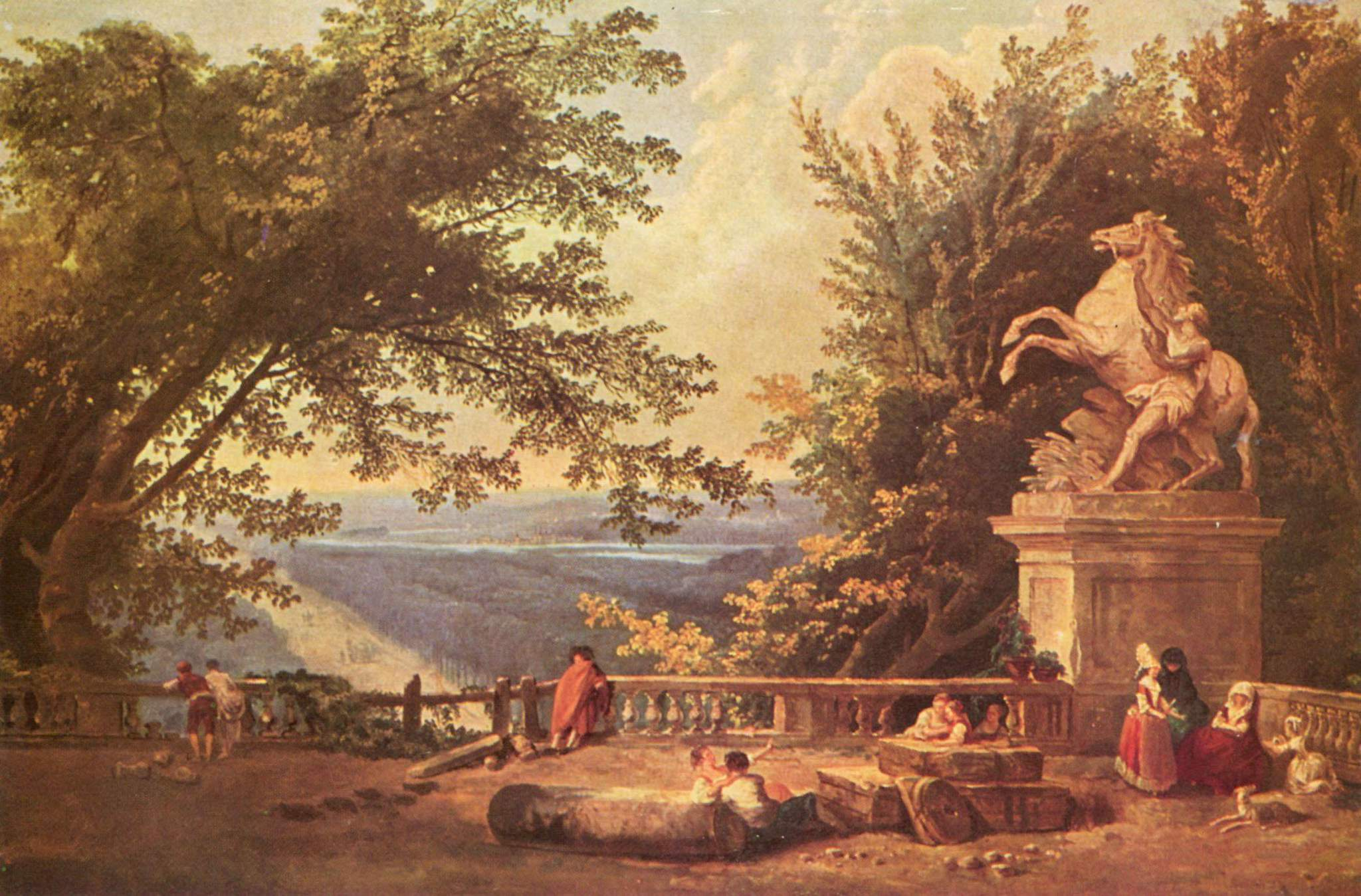
La terraza en Marly (Museo del Hermitage).

Merece ser recordado no tanto por su habilidad como pintor, sino por la viveza con la que trató los temas que pintó. El contraste entre las ruinas de la antigua Roma y la vida de su época excitó su mayor interés. En Roma adquirió reputación; allí trabajó durante un tiempo en el estudio de Pannini, cuya influencia puede verse en la Vue imaginaire de la galerie du Louvre en ruine (ilustración).
Junto a esta incesante actividad como artista, su carácter audaz y sus muchas aventuras atrajeron la admiración y la simpatía generales. En el cuarto canto de su L'Imagination Jacques Delille celebra la milagrosa huida de Robert cuando se perdió en las catacumbas.
La cantidad de su obra es inmensa; solo el Louvre contiene nueve pinturas de su mano, y a menudo se encuentran ejemplares de su obra en museos de provincias y colecciones privadas. La obra de Robert tiene más o menos un carácter escénico que justifica su selección por Voltaire para pintar los decorados de su teatro en Ferney. De sus ejemplos en museos españoles, destacan Figuras en el Coliseo (Museo del Prado), El templo de Diana en Nimes o La Pasarela (Museo Thyssen-Bornemisza)
Actualmente se encuentra la obra Interior romano con fuente en el acervo de Museo Souamya en la Ciudad de México.

## Notas

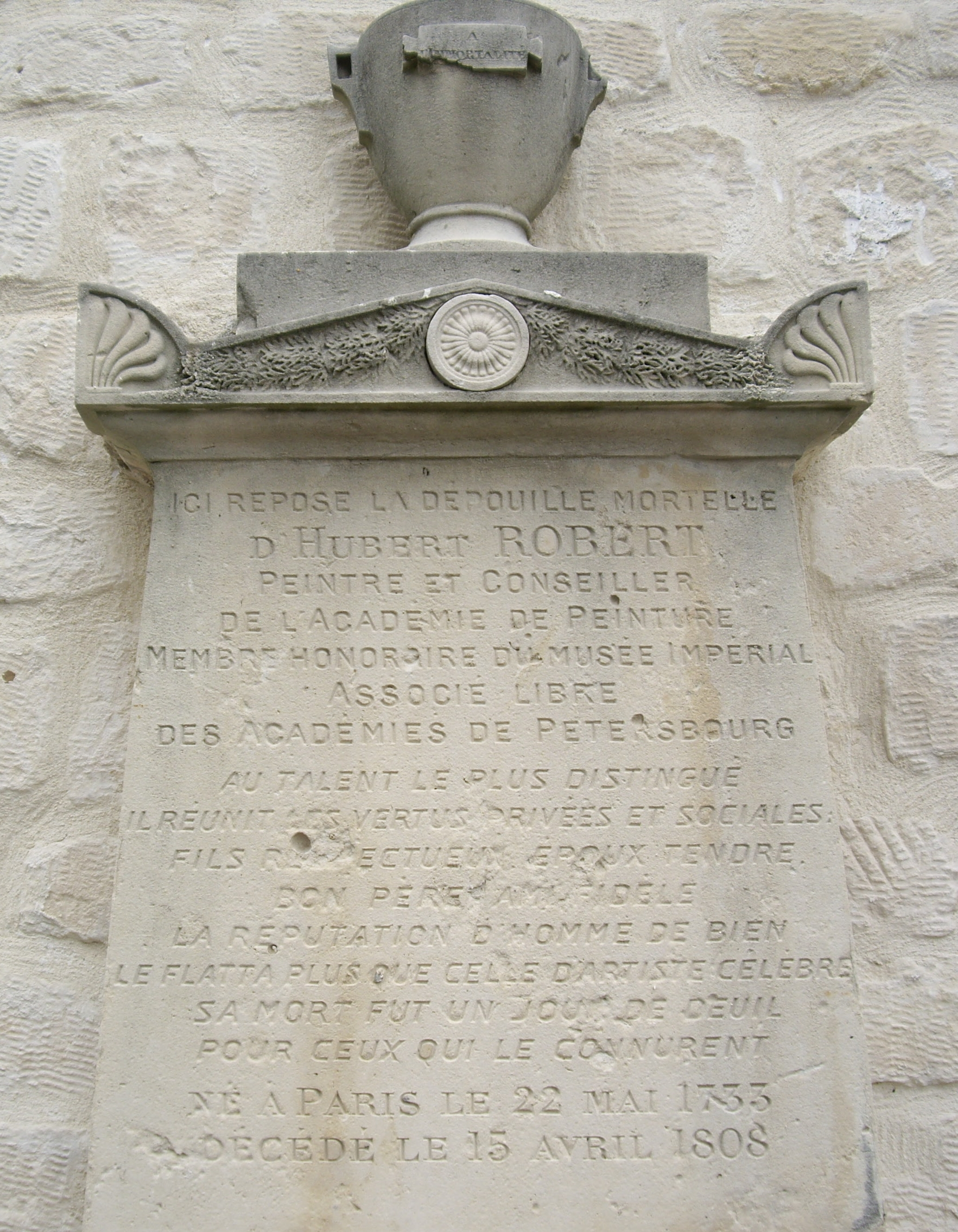
Tomba en el cementerio de Auteuil.